# 意大利语族
意大利語族 , 也简称为意語族 , 印歐語系下的一族，屬於顎音類語言。由其下的通俗拉丁語衍生出羅曼語族。

## 語音變化
從原始印歐語到原始意大利語的規則語音變化的部分列表：
- 顎化軟顎音合并入普通軟腭音
  - ḱ > k
  - ǵʱ > ɡʱ
  - ǵ > ɡ
- 濁唇化軟腭音變得不圓唇或松弛
  - ɡʱʷ > ɡʱ
  - ɡʷ > ɡ 或 w
- 濁送氣音首先變為清送氣音，接著變為擦音
  - bʱ > pʰ > ɸ > f
  - dʱ > tʰ > θ
  - ɡʱ > kʰ > x
- s > θ，在 r 之前，其他地方不變
- 響音和余下的塞音 (m n l r w b d ɡ p t k kʷ) 不變

在個別意大利語的演化中出現了進一步變化，比如在元音之間 f > b 和在拉丁語中 θ > f。
不規則變化包括 p > kʷ 比如拉丁語的 “five”中，它來自 原始印歐語 *penkʷe 的，和拉丁語的 “to cook”，它來自 原始印歐語 *pekʷ-。

## 分類
其下目前已知的分類有2個：
- 奥斯坎-翁布里亚语支 (Osco-Umbrian 或 Sabellic)
  - 奧斯坎語
    - Hernican (xhr)
    - 馬魯西尼語（Marrucinian）(umc)
    - 奧斯坎語 (osc)：亞平寧半島中南部曾經使用。
    - 帕埃利尼語（Paelignian）(pgn)

  - 翁布里亞語
    - 馬爾西語（Marsian）(ims)
    - 薩比尼語（Sabine）(sbv)
    - 南皮賽恩語（South Picene）(spx)
    - 翁布里亞語 (xum)（和意大利語的翁布里亞方言不同），曾經在中北部使用。
    - 沃爾西語（Volscian）(xvo)
- 拉丁-法利希語支 (Latin-Faliscan)
  - 法利希語 (xfa)：曾在羅馬城北方Falerii Veteres（現在的Civita Castellana）地區附近使用
  - 拉丁語 (lat)：曾在意大利中西部使用，羅馬帝國的擴張最終將此語遍佈整個帝國，也散發至歐亞非其它地方 (SIL Code, LTN; ISO 639-1 code, la; ISO 639-2 code, lat) 。
- 分類未明
  - 埃桂語（Aequian）(xae)
  - 維斯提奈語（Vestinian）(xvs)

## 歷史
意大利語族的使用者並不是意大利半島原住民，在公元前1500年左右才到達這裡，可能是從歐洲中部、中東部沿多瑙河遷徙而來。他們到來之前，意大利半島上的居民主要使用的是非印歐語系語言。
從公元前6、5世紀的拉丁碑刻銘文出發，第一次證實有意大利語族的存在。所使用的字母來自古義大利字母，而其又來自希臘字母表。意大利語族受伊特鲁里亚文明以及其語言影響很小，受到古希臘語的影響更多。
隨著羅馬共和國的勢力逐漸擴張至整個亞平寧半島，拉丁語也取代了其他的意大利語族，導致這些語言於公元1世紀左右滅絕。而通俗拉丁语在之後衍生出了羅曼語族，之下包括了47种语言。

## 其他
以殘存的碑文銘刻為據（其中包括完整的句子），很多語言學家認為維尼提亞語和意大利語族十分接近。有時甚至劃分在其之下。